# 即刻电音
《即刻电音》（英語：Rave Now），是腾讯视频制播的电音竞技节目，由张艺兴、大张伟、尚雯婕担任明星主理人，艾倫·沃克担任特邀主理人，腾讯视频于2018年12月1日首播。

## 播出时间
| 頻道     | 所在地 | 播映日期      | 播出時間      |
| -------- | ------ | ------------- | ------------- |
| 腾讯视频 | 中国   | 2018年12月1日 | 每周六 20：00 |